# Pulau Siarau
Pulau Siarau – wyspa na Zatoce Brunei w dystrykcie Temburong w Brunei. Położona jest pomiędzy ujściami Sungai Pandaruan i Sungai Temburong.
Wyspa ma powierzchnię 393 ha i jest całkowicie niezamieszkana. Od północy i zachodu otaczają ją wody Zatoki Brunei, od wschodu rzeki Sungai Temburong, a od południa Sungai Pandaruan. Pokrywają ją lasy mangrowe i mokradła. Na brzegach rzek rośnie także nipa krzewinkowa. Na wyspie żyją nosacze oraz olbrzymia populacja owocożernych nietoperzy z rodzaju Pteropus.